# Walim (gromada)
Walim – dawna gromada, czyli najmniejsza jednostka podziału terytorialnego Polskiej Rzeczypospolitej Ludowej w latach 1954–1972.
Gromady, z gromadzkimi radami narodowymi (GRN) jako organami władzy najniższego stopnia na wsi, funkcjonowały od reformy reorganizującej administrację wiejską przeprowadzonej jesienią 1954 do momentu ich zniesienia z dniem 1 stycznia 1973, tym samym wypierając organizację gminną w latach 1954–1972.
Gromadę Walim z siedzibą GRN w Walimiu utworzono – jako jedną z 8759 gromad na obszarze Polski – w powiecie wałbrzyskim w woj. wrocławskim, na mocy uchwały nr 30/54 WRN we Wrocławiu z dnia 2 października 1954. W skład jednostki weszły obszary dotychczasowych gromad Walim, Glinno i Rzeczka oraz przysiółek Sędzimierz z dotychczasowej gromady Jugowice ze zniesionej gminy Walim w tymże powiecie. Dla gromady ustalono 26 członków gromadzkiej rady narodowej.
1 stycznia 1957 gromadę Walim zniesiono w związku z nadaniem jej statusu osiedla. 1 stycznia 1973 osiedle Walim zniesiono, równocześnie reaktywując w powiecie wałbrzyskim gminę Walim.